# Francisco Fernández Rodríguez
Francisco Fernández Rodríguez (Puerto Real, 1944. március 4. –) spanyol válogatott labdarúgó.

## Fordítás
- Ez a szócikk részben vagy egészben  a   Gallego (footballer) című angol Wikipédia-szócikk fordításán alapul.  Az eredeti cikk szerkesztőit annak laptörténete sorolja fel. Ez a jelzés csupán a megfogalmazás eredetét és a szerzői jogokat jelzi, nem szolgál a cikkben szereplő információk forrásmegjelöléseként.